# Visonta, Heves
Visonta  este un sat în districtul Gyöngyös, județul Heves, Ungaria, având o populație de 1.194 de locuitori (2011). 

## Demografie
Componența etnică a satului Visonta
     Maghiari (97,69%)
     Necunoscut (0,6%)
     Alții (1,71%)
Componența confesională a satului Visonta
     Romano-catolici (46,65%)
     Fără religie (11,64%)
     Reformați (5,36%)
     Necunoscută (34,84%)
     Alte religii (3,1%)
Conform recensământului din 2011, satul Visonta avea 1.194 de locuitori. Din punct de vedere etnic, majoritatea locuitorilor (97,69%) erau maghiari. Apartenența etnică nu este cunoscută în cazul a 0,6% din locuitori. Nu există o religie majoritară, locuitorii fiind romano-catolici (46,65%), persoane fără religie (11,64%) și reformați (5,36%). Pentru 34,84% din locuitori nu este cunoscută apartenența confesională.